# Hrabstwo Cobb

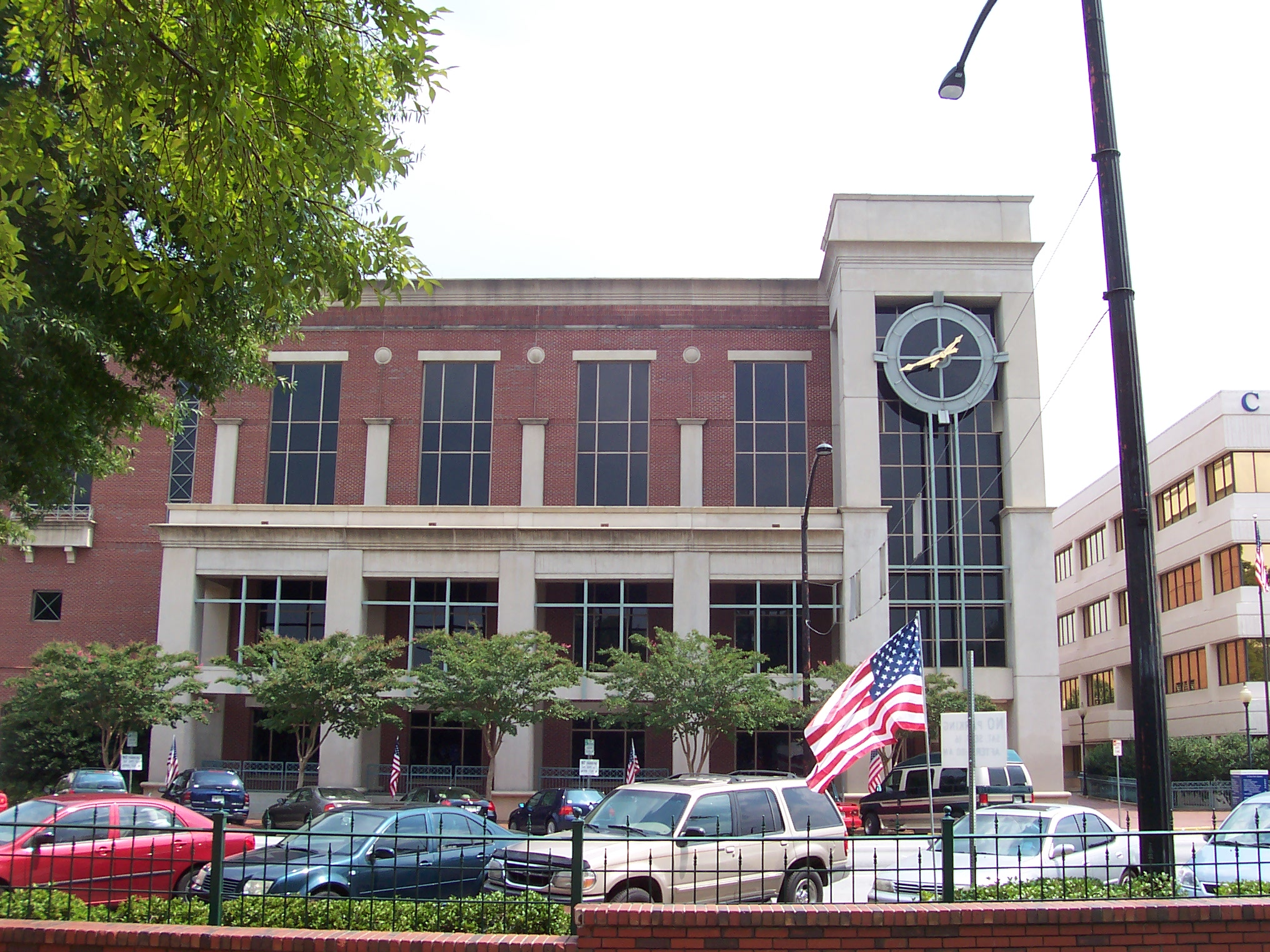
Gmach sądu hrabstwa Cobb w Marietcie.

Piramida wieku hrabstwa

Hrabstwo Cobb (ang. Cobb County) – hrabstwo w stanie Georgia, w Stanach Zjednoczonych. Trzecie najbardziej zaludnione hrabstwo stanu Georgia, po hrabstwach Fulton i Gwinnett. Jest częścią obszaru metropolitalnego Atlanty i leży na północny–zachód od centrum Atlanty.
Z gęstością 851 os./km² jest drugim najgęściej zaludnionym hrabstwem Georgii, po hrabstwie DeKalb. 

## Geografia
Według spisu z 2000 roku obszar całkowity hrabstwa obejmuje powierzchnię 344,51 mil2 (892,28 km²), z czego 340,15 mil2 (880,98 km²) stanowią lądy, a 4,36 mil2 (11,29 km²) stanowią wody. Jego stolicą jest Marietta. Znajduje się tutaj Park Historyczny Góry Kennesaw.

### Sąsiednie hrabstwa
- Hrabstwo Cherokee (północ)
- Hrabstwo Fulton (wschód, południowy wschód)
- Hrabstwo Douglas (południowy zachód)
- Hrabstwo Paulding (zachód)
- Hrabstwo Bartow (północny zachód)

### Demografia
Według spisu w 2020 roku liczy 766,1 tys. mieszkańców, co oznacza wzrost o 11,3% od poprzedniego spisu z roku 2010. Według danych z 2020 roku połowę populacji (51%) stanowiły osoby białe nielatynoskie, następnie 27,6% to byli czarnoskórzy lub Afroamerykanie, 13% to Latynosi, 5,5% Azjaci, 4,7% było rasy mieszanej i 0,2% to rdzenna ludność Ameryki.
Poza osobami pochodzenia afroamerykańskiego, do największych grup należały osoby pochodzenia angielskiego (10,1%), niemieckiego (8,5%), irlandzkiego (7,7%), meksykańskiego (6,7%), „amerykańskiego” (5,2%), włoskiego (4%), szkockiego lub szkocko–irlandzkiego (3,3%) i afrykańskiego lub arabskiego (3,5%). Około połowy Azjatów to Hindusi. 

### Miasta
- Marietta
- Smyrna
- Kennesaw
- Acworth
- Powder Springs
- Austell (częściowo w hrabstwie Douglas)

### CDP
- Fair Oaks
- Mableton
- Vinings

## Religia
Według danych z 2020 roku pod względem członkostwa do największych denominacji w hrabstwie należały: Kościół katolicki (123,1 tys. – 16%), Południowa Konwencja Baptystów (85,7 tys.) i Zjednoczony Kościół Metodystyczny (56 tys.). Lokalne bezdenominacyjne zbory ewangelikalne zrzeszały 75 tys. członków w 74 zborach. Inne większe (ponad 5 tys.) grupy, to: zielonoświątkowcy, inni metodyści, muzułmanie (11,5 tys.), świadkowie Jehowy (6,7 tys.), mormoni (6,7 tys.), liberalni anglikanie (5,4 tys.), inni baptyści i kalwini.

## Polityka
Historycznie hrabstwo Cobb było hrabstwem republikańskim, jednak od 2016 r. ma tendencję przechylać się na stronę Demokratów, co jest spowodowane zmianami demograficznymi i coraz większą migracją czarnoskórych i latynoskich mieszkańców na północno–zachodnie przedmieścia Atlanty. 
W wyborach prezydenckich w 2020 roku, 56,3% wyborców oddało głos na Joe Bidena i 42,0% na Donalda Trumpa. 